# Merophysia silvestrii
Merophysia silvestrii là một loài bọ cánh cứng trong họ Endomychidae. Loài này được Gridelli miêu tả khoa học năm 1929.